# زارينجا (آراغاتسوتن)
مدينة زارينجا (بالإنجليزية: Zarinja)‏ هي إحدى المدن التابعة لمقاطعة آراغاتسوتن في أرمينيا. يقدر عدد سكانها بـ 529 نسمة حسب الإحصاء الذي جرى عام 2011.